# ヘンリー・ワイズ (庭師)

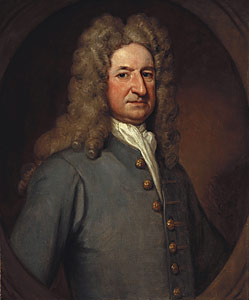
ヘンリー・ワイズ

ヘンリー・ワイズ（Henry Wise, 1653年 - 1738年 ）は、イギリスの庭師、養樹園主として知られるが、宮廷画家も務めた。
当時のアン女王のお気に入りの庭師として歴史に名をはせる。

## 代表作
- ハンプトン・コート宮殿の迷路園
- チャツワース・ハウス　風景庭園
- ブレナム・パレス
- ブロンプトン養樹園(ナーサリー)
- 現ロイヤルアルバートホール
- サウスケンジントン美術館庭園
- チェルシー病院庭園
- ロングリート
- メルボルンホール
- ウィンポルホール城のデザインガーデン

## 人物
英国人庭師、庭園デザイナーであるほか、養樹園主も務めた。ジョージ・ロンドンに弟子入りし、旧ブロンプトン園（現在のロイヤルアルバートホール・サウスケンジントン博物館、ロンドン）で働いていた。二人は後でパートナーとして協働。彼らのおもな実績にはハンプトンコート庭園花壇、チェルシー病院 、ロングリート、チャッツワース、オーストラリア・メルボルン市庁舎、ウィンポールホールと城などがある。作風はフランスとオランダにおけるハワードらの現代的な庭のデザインや彫刻からインスピレーションを得ている。
ケンジントンガーデンズ（Kensington Gardens）は、ヘンリー・ワイズとチャールズ・ブリッジマンらによってファッショナブルな機能を備えた丸池 、沈降したオランダ式の庭がレイアウトされた。 
ワイズとロンドンはこのほか、自国内向けに園芸至上著名なフランスの書籍を翻訳している。
その著は『Retir'd Gard'ner』と題され、2分冊になっている。本書は、1706年にロンドンで刊行され、人気を博し増刷が行われた程である。
ワイズはガーデニングの努力を通じて富裕層となり、ウォリックシャーの修道院の荘園を購入した。その他、不動産やマンションを購入し、1727年に地方の大地主として引退した。
作家と庭園デザイナーとして著名であるスティーブン・スイッチャーは、ロンドンとワイズのもとで修行している。 
イギリスのアン女王とキングジョージ両方から王室庭師のポストに任命されてから、ブロンプトンの園は、他の庭師にまかされるが、ワイズは家屋とブロンプトンのパーク部を担当。
彼の意志によって1734年に、ワーウィックにあった彼の家をブロンプトンまで、残りすべて相続人にまかされた。